# Six Reasons to Kill
Six Reasons to Kill est un groupe de metalcore allemand, originaire de Coblence, en Rhénanie-Palatinat. Le premier album, Kiss the Demon, vient au bout d'un an d'existence, en 2000. Il publie ensuite son deuxième album, Reborn.

## Biographie
Le groupe est formé en 1999, Coblence, en Rhénanie-du-Nord-Westphalie. Le premier album, Kiss the Demon, vient au bout d'un an d'existence, en 2000. En 2002, il publie son premier LP, un split avec Absidia. Il sera suivi l'année suivante, en 2003, par un autre split avec Deadlock.
En janvier 2005, le groupe prépare un nouvel album. Il publie ensuite son deuxième album, Reborn. En 2006, le groupe se sépare de son chanteur Chris Valk. Pour son troisième album, Another Horizon, en 2008, Six Reasons to Kill a pour producteur Kristian Kohlmannslehner. Le groupe se produit en première partie de Bleeding Through, The Black Dahlia Murder, Walls of Jericho, Hatesphere ou Heaven Shall Burn. 
À la fin de 2010, Six Reasons to Kill publie une nouvelle chanson intitulée Welcome to Forever, et signe avec le label Massacre Records. Ils annoncent en parallèle la sortie de leur quatrième album, Architects of Perfection pour le 28 janvier 2011. À cette même période, le groupe publie le clip de la chanson My Bitterness. En août 2011, ils sont annoncés pour à la tournée européenne Lux Mundi avec Samael organisée en septembre. En septembre 2011, Six Reasons to Kill fait une tournée européenne avec Samael et Keep of Kalessin. Le 22 mars 2013, le groupe publie son nouvel album We are Ghost, qui comprend un total de 10 chansons.
En décembre 2015, le groupe annonce un nouvel EP intitulé Rote Erde. L'EP sera publié en format vinyle 7" en trois couleurs. En janvier 2016, Six Reasons to Kill  révèle la couverture et la liste des pistes de Rote Erde. L'EP sera publié le 11 mars au label Bastardized Recordings.

## Membres

### Membres actuels
- Matthias Machenheimer - basse
- Florian « Chaos » Dürr - batterie
- Loc Tran - guitare
- Marco Andree - guitare
- Lars Tekolf - chant

### Anciens membres
- Stefan Eutebach - basse
- Patrick Grün - batterie (?-2004)
- Marco Schaller - guitare
- Christian Valk - chant (?-2006)
- Thorsten Polomski - chant (2007-2008)

## Discographie

### Albums studio
- 2000 : Kiss the Demon
- 2005 : Reborn
- 2008 : Another Horizon
- 2011 : Architects of Perfection
- 2013 : We are Ghosts

### EP
- 2016 : Rote Erde

### Splits
- 2002 : Morphology of Fear (split avec Absidia)
- 2003 : Six Reasons to Kill/Deadlock

### Démos
- 1999 : Demo
- 2004 : Promo Demo 2004